# 筑摩地村
筑摩地村（ちくまじむら）は長野県東筑摩郡にあった村である。現在の塩尻市北小野地区にあたる。

## 概要・地理
筑摩地村（北小野地区）は、塩尻市市街から見ると、善知鳥峠を越えた伊那谷側に位置しており、小野村（辰野町小野）と隣接している。
また筑摩地村は、善知鳥峠にある分水嶺よりも南側に位置しているため、塩尻市域のほとんどの地区が犀川を通じて日本海側に水が流れ出るのに対し、筑摩地村の場合は、天竜川を通じて太平洋側に流れ出る。
- 山 - 大芝山､霧訪山
- 川 - 小野川､唐沢川

## 交通
- 鉄道 - 日本国有鉄道中央本線が村域を経由したが、駅は設置されなかった
- 道路 - 国道153号

## 歴史
- 1874年（明治8年）1月23日 - 筑摩県筑摩郡北小野村･勝弦新田村が合併して筑摩地村となる
- 1876年（明治9年）8月21日 - 所属が長野県に変更される
- 1878年（明治11年）1月4日 - 郡区町村編制法の施行により､東筑摩郡の所属となる
- 1889年（明治22年）4月1日 - 町村制の施行により､筑摩地村が単独で自治体を形成する
- 1951年（昭和26年）1月1日 - 東筑摩郡筑摩地村・塩尻町の東山地籍が岡谷市に編入（境界線変更）され当村の面積が縮小する
- 1959年（昭和34年）4月1日 - 塩尻町・片丘村・広丘村・宗賀村と新設合併して市制施行し塩尻市が発足する。同日筑摩地村が廃止される